# Стобору
Стобору (рум. Stoboru) — село у повіті Селаж в Румунії. Входить до складу комуни Кузеплак.
Село розташоване на відстані 353 км на північний захід від Бухареста, 32 км на південний схід від Залеу, 29 км на північний захід від Клуж-Напоки.

## Населення
За даними перепису населення 2002 року у селі проживали 22 особи, усі — румуни. Усі жителі села рідною мовою назвали румунську.